# 天主教金斯敦教區
天主教金斯敦教區（拉丁語：Dioecesis Regalitana）是羅馬天主教在聖文森特和格林納丁斯一個教區，屬天主教西班牙港總教區。
教區成立於1989年10月23日。2006年有教友8,176人，佔轄區總人口7.5%。教區下轄六個堂區，有十名司鐸。現任教區總主教為加祿·傑森·戈登。